# Fugees
I Fugees sono un trio hip hop statunitense composto da Wyclef Jean, Pras Michel e Lauryn Hill.
Il gruppo ha portato l'hip hop nel mainstream musicale delle classifiche grazie alle ventidue milioni di copie vendute. A loro, inoltre, va il merito di aver incanalato il genere in una dimensione diversa dai temi della violenza, della filosofia gangsta e della misoginia.

## Storia del gruppo
Il nome Fugees deriva dall'abbreviazione di refugee (rifugiato). Il termine significa, oltre al rifugio che molta gente vede nella propria mente, anche un dispregiativo usato nei confronti degli haitiani che chiedevano asilo sociale e politico negli Stati Uniti. Non a caso Prakazrel Michel (Pras Michel) e suo cugino Wyclef "Clef" Jean sono entrambi di origine haitiana. Nel 1993 il gruppo realizza Blunted on Reality, primo LP. Il progetto risente di influenze funk e dancehall, realizzando un notevole successo.
Il seguente lavoro, The Score, diventa un classico della discografia hip hop: uscito nel 1996, contiene ritmi diversi dal suo predecessore, si va da Fu-Gee-La dall'armonia dolce e soft, a The Mask con influenze jazz e raggamuffin, una versione attualizzata di No Woman No Cry di Bob Marley, a Killing Me Softly, rifacimento di Killing Me Softly with His Song di Roberta Flack. Il disco giunge a quattro milioni di copie. I Fugees conducono un memorabile liveshow di 80 000 persone all'"Haitian Bicentenaire", presso Port-au-Prince, nell'aprile 1997. Le entrate dello show sono destinate in beneficenza. In seguito gli artisti hanno intrapreso carriere soliste. Lauryn pubblica un lavoro molto acclamato quale The Miseducation of Lauryn Hill. Jean inizia a fare da producer a diversi artisti quali Destiny's Child e Carlos Santana, e registra il suo album d'esordio The Carnival. Michel, con Mya e Ol' Dirty Bastard, registra il singolo Ghetto Supastar per la colonna sonora del film Bulworth - Il senatore con Warren Beatty e Halle Berry.
Nel settembre 2004 iniziano a farsi insistenti le voci di riunione della band. Nel giugno 2005, si ritrovano per aprire i BET Awards con un concerto basato sui loro pezzi di maggior successo. Iniziano a lavorare ad un nuovo album, di cui una traccia, Take It Easy, viene pubblicata sulla rete e poi pubblicata come singolo, raggiungendo il n. 40 della Billboard R&B Chart. Le critiche non positive, non fermano la band che parte per un tour europeo e successivamente per il primo show dopo la riunione negli USA, tenuto il 6 febbraio 2006 ad Hollywood. Tuttavia, dopo la reunion, la registrazione di un nuovo album non si è concretizzata ed esso è stato anzi rinviato a tempo indeterminato: il deteriorarsi dei rapporti tra i membri della band, ha portato in breve ad un nuovo scioglimento.
Il 21 settembre 2021 viene annunciato che, in virtù del venticinquesimo compleanno dell'album The Score, il gruppo si riunirà per un tour mondiale a partire dai primi mesi del 2022.

## Discografia

### Album in studio
- 1994 – Blunted on Reality
- 1996 – The Score

### Raccolte
- 1996 – Refugee Camp - Bootleg Versions
- 2003 – Greatest Hits